# Sân bay quốc tế El Paso
Sân bay quốc tế El Paso là một sân bay có cự ly 6 km về phía đông bắc  El Paso, quận El Paso, tiểu bang Texas, Hoa Kỳ.
Thành phố El Paso xây dựng Sân bay Thành phố El Paso đầu tiên ở gần phía đông của dãy núi Franklin vào năm 1928. Sân bay này được đóng năm 1945 và trong thời gian gần đây đã được chuyển thành Nhà máy xi măng Jobe "Planeport".
Việc xây dựng Sân bay Thành phố El Paso đã được lấy cảm hứng từ một chuyến thăm của Charles Lindbergh.